# 이브 나트

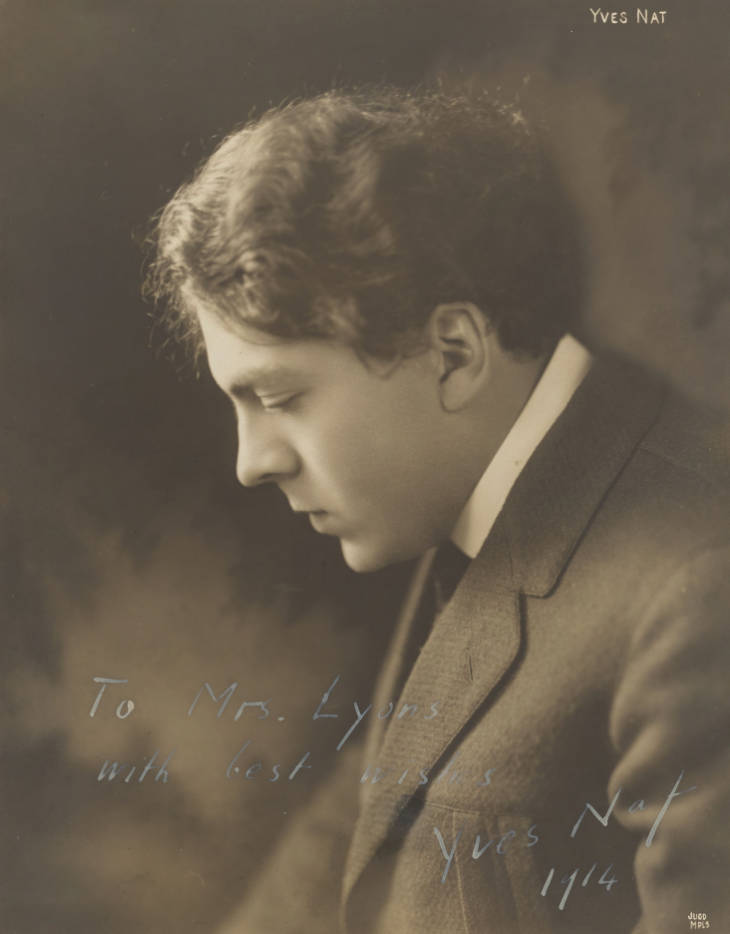

이브 나트(Yves Nat, 1890년 12월 29일 ~ 1956년 8월 31일)는 프랑스의 피아노 연주자이다.
20세기 전반의 프랑스 피아노계에서 알프레드 코르토 등과는 색다른 각도로부터 독일 낭만파 음악에 접근하였고, 고전적 양식감 속에서 낭만파적 정감을 파악하는 데 성공한 피아니스트이다. 그는 프랑스의 베지에에서 태어나 피아노 교육은 파리 국립 음악원에서 받고, 코르토의 스승이었던 디에메로부터 가르침을 받았다. 졸업 후 1934년부터는 모교의 피아노 교수가 되었다. 교수직을 맡는 한편 연주 활동도 행했는데, 1930년경부터는 병에 걸려 자리에 눕게 되었다. 그 후 15년간은 악단에서 멀어졌으나 1952년 병이 치유되자 다시 등장했다. 명연주는 슈만, 베토벤의 작품에서이며, 프랑스에서는 보기 드물게 베토벤의 주요한 명곡 전곡(全曲)의 연속 독주회를 개최하였다.